# Josef Krammer
Josef Krammer (* 22. Dezember 1967) ist ein österreichischer Politiker der Freiheitlichen Partei Österreichs (FPÖ). Seit dem 28. Oktober 2024 ist er als Nachrücker für den in den Nationalrat gewechselten Gernot Darmann Abgeordneter zum Kärntner Landtag.

## Leben

### Ausbildung und Beruf
Josef Krammer absolvierte von 1982 bis 1984 die Landwirtschaftliche Fachschule Stiegerhof und ist seitdem als Landwirt tätig.

### Politik
Krammer ist seit 1987 Mitglied des Gemeinderates von Maria Saal, einige Jahre auch als Teil des Gemeindevorstandes, wurde 2006 Ortsparteiobmann der FPÖ Maria Saal und 2021 zum Bezirksparteiobmann der FPÖ Klagenfurt-Land gewählt.
Bei der Landtagswahl 2023 kandidierte er an zweiter Stelle als Kandidat im Landtagswahlkreis 1, welcher die Bezirke Klagenfurt-Land und die Landeshauptstadt Klagenfurt am Wörthersee umfasst. Da er hierüber kein Mandat erringen konnte, konnte er erst nach dem Wechsel von Gernot Darmann in den Nationalrat in den Landtag Kärntens einziehen. Am 28. Oktober 2024 wurde er in der XXXIII. Gesetzgebungsperiode als Abgeordneter zum  Kärntner Landtag angelobt.

### Privates
Krammer ist ledig und Vater zweier Kinder.